# Ty Simpkins
Ty Keegan Simpkins (New York, 6 agosto 2001) è un attore statunitense.

## Biografia
Simpking, nato nel 2001 a New York da Monique e Stephen Simpkins, appare nella prima volta in televisione all'età di sole tre settimane nel ruolo di John "Jack" Cramer in Una vita da vivere. 
Nonostante nacque a New York, crebbe in California, a Los Angeles; Crebbe secondo la morale protestante, e frequentò una scuola episcopale.
È apparso in Sentieri e in Law & Order: Criminal Intent. Ha debuttato al cinema all'età di quattro anni, in un piccolo ruolo nel film La guerra dei mondi. Ha interpretato Dalton Lambert nei primi due film e l’ultimo della saga horror “Insidious”, Harley in Iron Man 3 e in Avengers: Endgame, e successivamente ha recitato anche in The Whale.

## Filmografia

### Attore

#### Cinema
- La guerra dei mondi (War of the Worlds), regia di Steven Spielberg (2005)
- Little Children, regia di Todd Field (2006)
- Gardens of the Night, regia di Damian Harris (2008)
- Pride and Glory - Il prezzo dell'onore, regia di Gavin O'Connor (2008)
- Revolutionary Road, regia di Sam Mendes (2008)
- Insidious, regia di James Wan (2010)
- The Next Three Days, regia di Paul Haggis (2010)
- Arcadia, regia di Olivia Silver (2012)
- Extracted, regia di Nir Paniry (2012)
- Iron Man 3, regia di Shane Black (2013)
- Oltre i confini del male - Insidious 2 (Insidious: Chapter 2), regia di James Wan (2013)
- Hangman, regia di Adam Mason (2015)
- Meadowland - Scomparso (Meadowland), regia di Reed Morano (2015)
- Jurassic World, regia di Colin Trevorrow (2015)
- The Nice Guys, regia di Shane Black (2016)
- Life Briefly, regia di Dan Ireland (2016)
- Insidious - L'ultima chiave (Insidious: The Last Key), regia di Adam Robitel (2018)
- Avengers: Endgame, regia di Anthony e Joe Russo (2019)
- The Whale, regia di Darren Aronofsky (2022)
- Insidious - La porta rossa (Insidious: The Red Door), regia di Patrick Wilson (2023)

#### Televisione
- Una vita da vivere - serie TV, 4 episodi (2001 - 2002)
- Sentieri - serie TV, 47 episodi (2001 - 2005)
- Law & Order: Criminal Intent - serie TV, 1 episodio (2005)
- CSI - Scena del crimine - serie TV, 1 episodio (2008)
- Private Practice - serie TV, 1 episodio (2008)

### Doppiatore
- LEGO Jurassic World – videogioco (2015)
- LEGO Dimensions - videogioco (2015)
- LEGO Marvel's Avengers - videogioco (2016)

## Doppiatori italiani
Nelle versioni in italiano delle opere in cui ha recitato, Ty Simpkins è stato doppiato da:
- Arturo Valli in Insidious, Oltre i confini del male - Insidious 2, Iron Man 3
- Gabriele Caprio in Little Children, Jurassic World
- Alessandro Campaiola in The Whale
- Tommaso Di Giacomo in Insidious - La porta rossa

## Premi e candidature
- 2014 - Saturn Award
  - nomination miglior attore emergente per Iron Man 3
- Young Entertainer Awards
  - nomination miglior attore emergente per Jurassic World
- 2016 - Young Artist Award
  - nomination miglior performance in un film - Giovane attore protagonista (11 - 13 anni) per Jurassic World
- 2016 - Saturn Award
  - miglior attore emergente per Jurassic World